# Championnat de squash du British Open masculin 1935
Le British Open Squash Championships 1935 est l'édition 1935 du British Open Squash Championships inauguré en 1931 afin que les professionnels et les amateurs puissent s'affronter. 
Le match oppose le champion professionnel Don Butcher, vainqueur des deux premières éditions et le tenant du titre, champion amateur égyptien F. D. Amr Bey.
Le match aller se déroule le 12 novembre au Conservative Club, club de Don Butcher et F. D. Amr Bey l'emporte trois jeux à un. Le match retour a lieu le 19 novembre 1934 au Bath Club de Londres et F. D. Amr Bey l'emporte à nouveau mais plus difficilement.

## Résultats

### match aller
|  |                                      |  |   |    |    |   |  |
|  | Conservative Club (12 novembre 1934) |  |   |    |    |   |  |
|  |                                      |  |   |    |    |   |  |
|  |                                      |  |   |    |    |   |  |
|  | Don Butcher                          |  | 4 | 10 | 8  | 0 |  |
|  | Don Butcher                          |  | 4 | 10 | 8  | 0 |  |
|  | F. D. Amr Bey                        |  | 9 | 8  | 10 | 9 |  |

### match retour
|  |                              |  |   |   |   |   |   |
|  | Bath Club (19 novembre 1934) |  |   |   |   |   |   |
|  |                              |  |   |   |   |   |   |
|  |                              |  |   |   |   |   |   |
|  | F. D. Amr Bey                |  | 9 | 6 | 9 | 0 | 9 |
|  | F. D. Amr Bey                |  | 9 | 6 | 9 | 0 | 9 |
|  | Don Butcher                  |  | 6 | 9 | 2 | 9 | 5 |